# Bottine Beatles

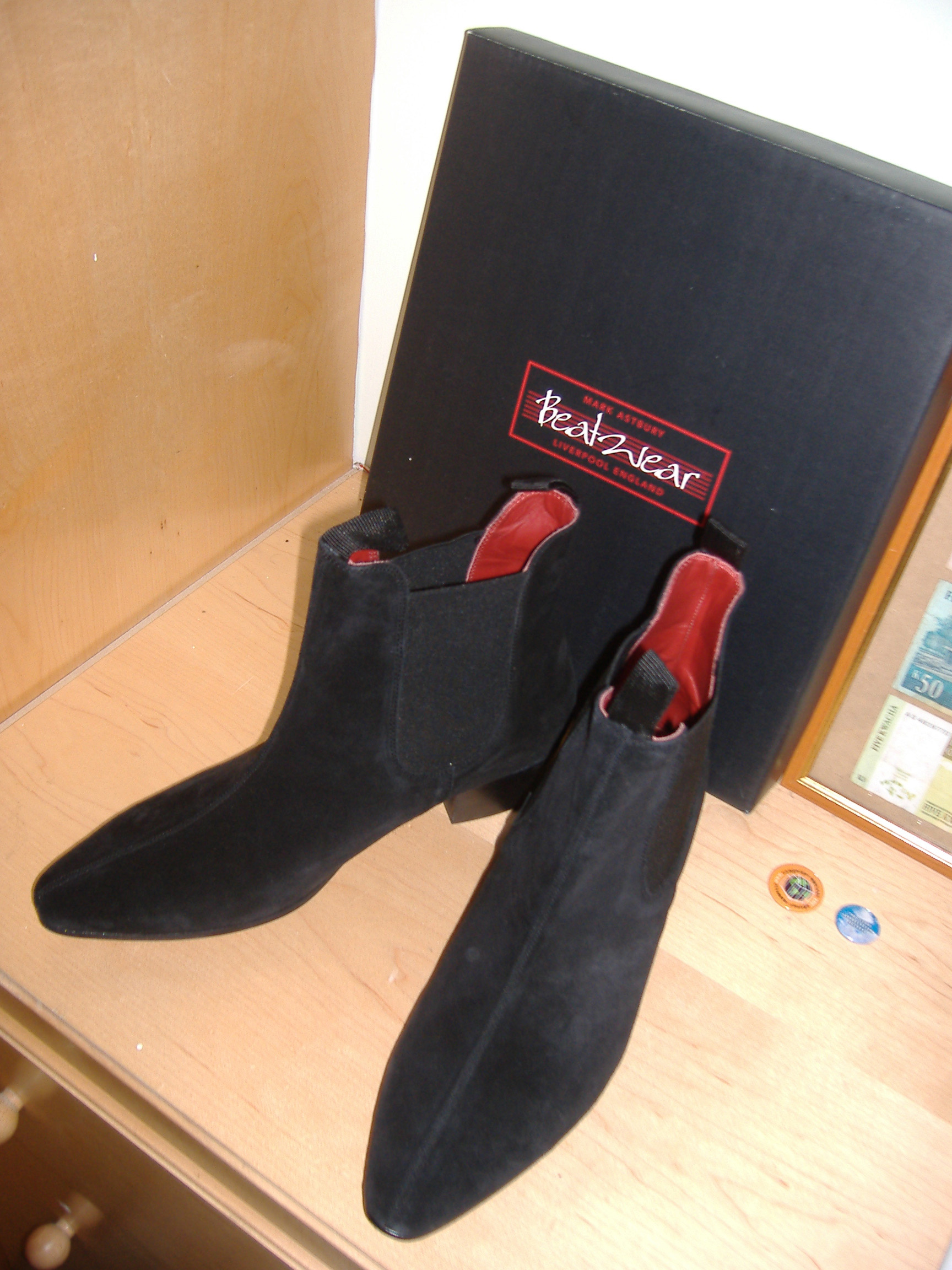
Une paire de bottines Beatles.

La Bottine Beatles est un style de chaussure portée depuis les années 1960. Ces bottes sont serrées avec des talons-cubain et un bout pointu. Elles ont été rendues populaires par le groupe de rock anglais The Beatles, pour lequel elles ont été créées. La fermeture est sur le côté de la bottine, elle peut être soit zippée, soit à élastiques
. Les bottines des Beatles ont permis le retour de la mode des chaussures à talons hauts pour les hommes. 

## Histoire
Les Bottines Beatles sont les descendantes directes des bottines Chelsea, dont le bout pointu est dérivé, et de la botte de flamenco, dont le talon cubain est inspiré. Les bottines Beatles voient le jour en octobre 1961, quand les musiciens anglais John Lennon et Paul McCartney voient des bottines Chelsea dans un magasin de chaussures Anello & Davide lors d'un passage à Londres, et en commandent quatre paires (avec l'ajout de talons cubains) pour leur groupe, pour compléter leur nouveau costume à leur retour de Hambourg. Les bottes sont très populaires auprès des groupes de rock et artistes des années 1960, mais cela commence à décliner dans les années 1970. Elles connaissent un regain de popularité au cours du mouvement punk à la fin des années 1970 et au début des années 1980, mais se démodent à nouveau tout au long des années 1990. À la fin des années 2000 et au début des années 2010 elles regagnent en popularité.

## Porteurs notables

### Non-fictifs
Cette section ne s'appuie pas, ou pas assez, sur des sources secondaires ou tertiaires indépendantes du sujet.

Pour l'améliorer, ajoutez-en, ou placez des modèles {{Source secondaire souhaitée}} ou {{Source secondaire nécessaire}} sur les passages mal sourcés. (janvier 2023)
| - Carl Barât - Roy Orbison - The Beach Boys - Ryan Ross - Iggy Pop - Marc Zermati - Patrick Eudeline - Jef Aérosol - Jimi Hendrix - The Pretty Things - Dominique Laboubée | - Russell Brand, - Bob Dylan - The Gruesomes - The Rolling Stones - Alex Turner - Andy Warhol |

### Fictifs
- Riff Raff from The Rocky Horror Picture Show[11]
- Sid, from Hé Arnold ![12][source insuffisante]